# August Huyssen

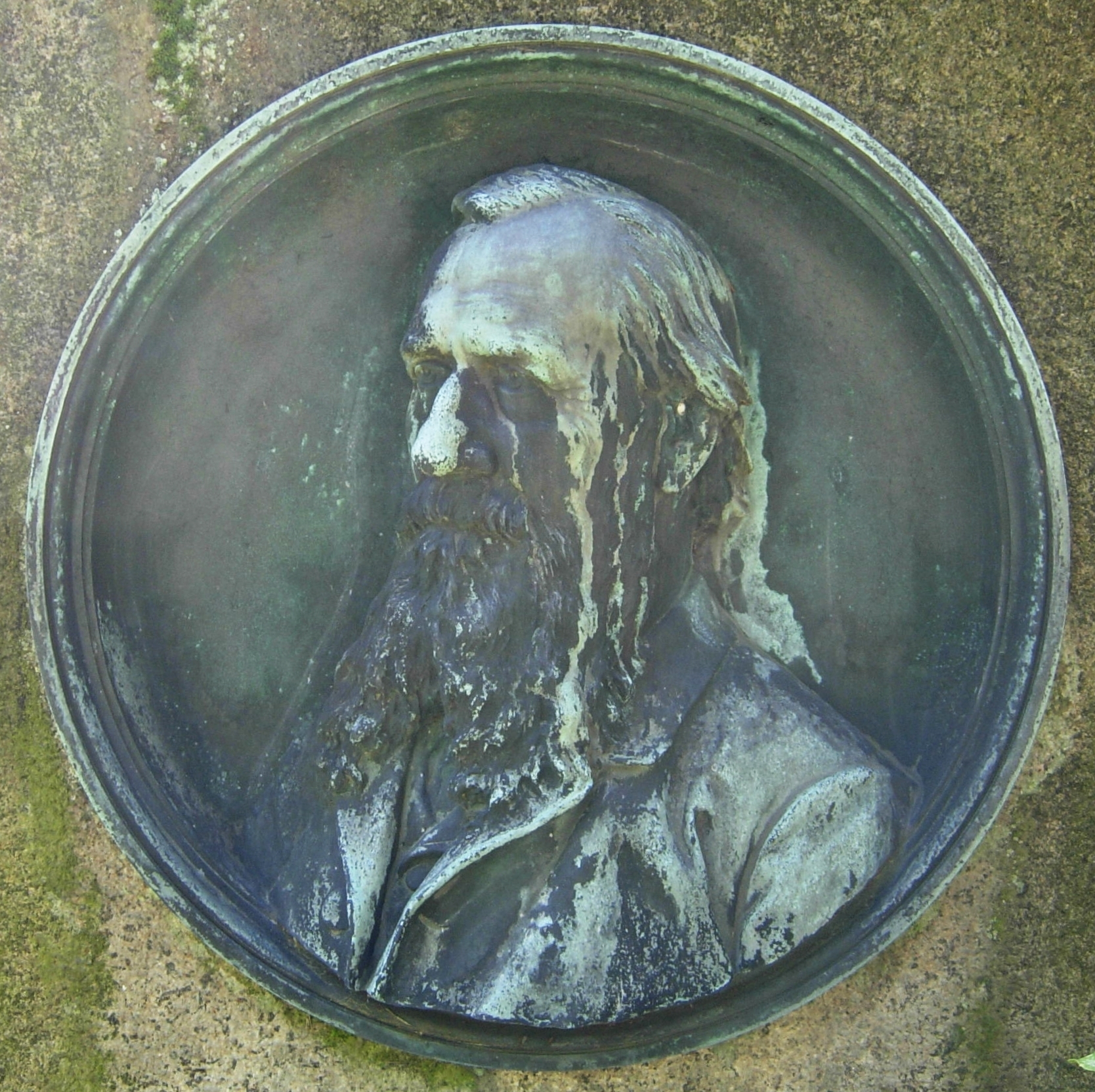
Bronze-Medaillon an seinem Grabstein

August Huyssen (* 29. April 1824 in Nijmegen; † 2. Dezember 1903 in Bonn) war ein hochrangiger preußischer Bergbeamter.

## Leben
Er besuchte das Gymnasium in Kleve. Huyssen absolvierte ein Probejahr für die Laufbahn eines preußischen Bergbeamten in Essen-Werden. Dem folgten eine dreijährige theoretische und eine dreijährige praktische Ausbildung. So studierte er Kameralwissenschaften (Bergbauwesen) und Philosophie in Halle und Berlin, wo er 1845 Mitgründer der Alten Berliner Burschenschaft Germania war. Im Jahr 1850 arbeitete er als Bergassessor im Bergrevier Witten. Es folgte eine kurze Tätigkeit beim Oberbergamt in Dortmund.
Vor 1856 wurde Huyssen ins Ministerium für Handel, Gewerbe und öffentliche Arbeiten versetzt. Dort arbeitete er in der Abteilung für Berg-, Hütten- und Salinenwesen. Er war unter anderem Schriftleiter der Zeitschrift für das Berg-, Hütten- und Salinenwesen. Er selbst publizierte dort mehrere Aufsätze.
Im Rang eines Bergrates übernahm er 1856 die Leitung des Bergamtes Düren. Als Oberbergrat wechselte er 1861 zum Oberbergamt Breslau. Befördert zum Oberberghauptmann übernahm er 1884 die Leitung der Ministerialabteilung für das Berg-, Hütten- und Salinenwesen. Damit stand er an der Spitze der preußischen Bergverwaltung. Im Jahr 1891 wurde er pensioniert, 1893 wurde er zum Mitglied der Leopoldina gewählt. Er war Mitglied der Gesellschaft Deutscher Naturforscher und Ärzte und des Thüringisch-Sächsischen Vereins für Erdkunde.
Er vertrat den Mansfelder See- und Gebirgskreis zwischen 1882 und 1888 im preußischen Abgeordnetenhaus. Huyssen gehörte der freikonservativen Partei an.

## Schriften (Auswahl)
- Ueber die Errichtung einer hüttenmännischen Lehranstalt in Oberschlesien. Breslau, 1863 Digitalisat